# Alliance des mouvements pour l'émergence du Niger
L'Alliance des mouvements pour l’émergence du Niger (abrégé AMEN-AMIN) est un parti politique du Niger.
Le parti est fondé le 22 août 2015 par Omar Hamidou Tchiana, ancien secrétaire général du Mouvement démocratique nigérien pour une fédération africaine (MNSD) et ministre du développement industriel.

## Résultats

### Élections présidentielles
| Année | Candidat            | 1er tour | 1er tour | 2d tour | 2d tour | Résultat |
| Année | Candidat            | Voix     | %        | Voix    | %       | Résultat |
| ----- | ------------------- | -------- | -------- | ------- | ------- | -------- |
| 2020  | Omar Hamidou Tchana | 76 368   | 1,59     | -       | -       | Élu Non  |

### Élections législatives
| Année | Voix    | %    | Élus    | Rang | Gouvernement                                  |
| ----- | ------- | ---- | ------- | ---- | --------------------------------------------- |
| 2016  | 142 934 | 3,00 | 3 / 171 | 7e   | Rafini II (2016-2018), opposition (2018-2021) |
| 2020  | 82 073  | 1,74 | 2 / 166 | 13e  | Opposition                                    |